# Symphony for organ
Symphony for organ is een compositie van Malcolm Williamson.
Williamson schreef zeven symfonieën voor diverse samenstellingen, waaronder de door Bernard Haitink afgekeurde Vierde symfonie. De ongenummerde orgelsymfonie moet geplaatst worden tussen Symfonie nr. 1 en Symfonie nr. 2. Het verzoek voor dit orgelwerk was afkomstig van Martin Wicks, toen nog organist van Manchester Cathedral. Wicks werd in 1961 organist van de Canterbury Cathedral en speelde toen dit werk aldaar en ook voor BBC 3. Wicks was bijzonder in zijn nopjes met dit werk, Williamson had zowat alle mogelijkheden van het orgel in zijn stuk verwerkt. Wicks vond invloeden van Bela Bartók, Igor Stravinsky en Olivier Messiaen, maar vooral van Williamson zelf.
Williamson begon zijn idee voor een relatief kort werk van circa 10 minuten geschikt voor een orgelrecital, maar eindigde met een symfonie van bijna 40 minuten. Het werk vol met maatwisselingen en dissonaten bestaat uit zes delen:
- Prelude
- Sonate
- Aria I
- Toccata
- Aria II
- Paean

De centrale tonen in het werk zijn C, G, Gis, B en A. Ze worden gebruikt als toonsoort, toonreeks of anderszins. Deze tonen zijn in zowel de opening als in het slot te horen.  
Williamson was in 1981 Master of Queen’s Music en had dus gevraagd moeten worden om muziek te leveren voor het huwelijk van Charles van Wales en Diana Spencer in  St Paul's Cathedral. Aangezien Charles prins van Wales was verkoos hij de Welshe componist William Mathias boven de Australiër Williamson. De organist van dienst wist echter een van de Aria’s en het Toccata in het programma te verwerken. Pas achteraf werd bekend, dat het Williamsons stukken waren. Williamson en de pers zouden niet goed met elkaar overweg kunnen.
Van het werk zijn drie opnamen bekend, Martin Wicks nam het zelf op in de jaren zeventig, Tom Bell en Tomn Winpenny volgden.